# Nieuwe Ondernemingspolder
De Nieuwe Ondernemingspolder  was een polder en waterschap in de gemeente Voorne aan Zee (voorheen Zwartewaal en later Brielle) in de Nederlandse provincie Zuid-Holland.
Het waterschap was verantwoordelijk voor de waterhuishouding in de polder.